# Dębe (powiat czarnkowsko-trzcianecki)

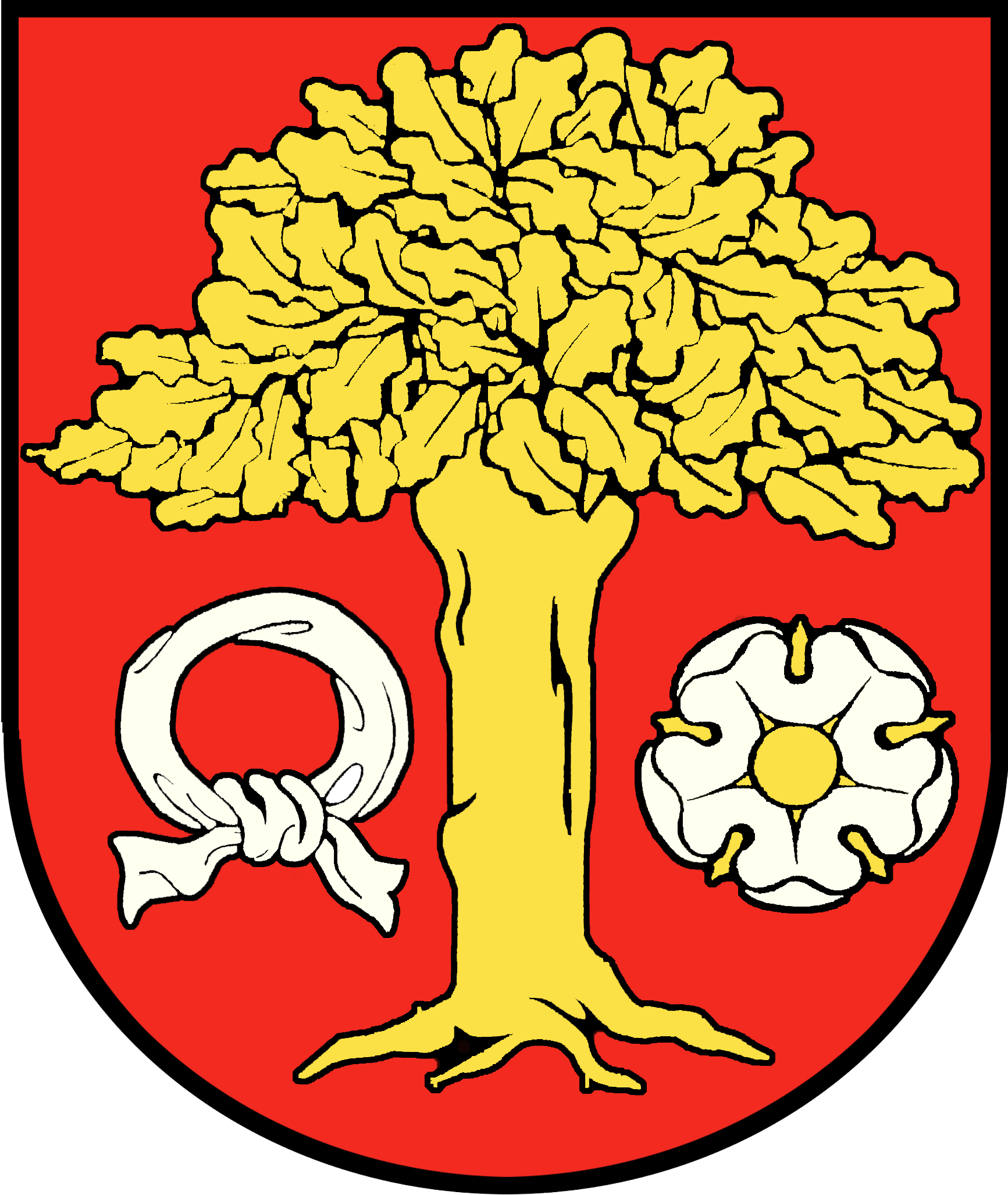
Nieoficjalny herb wsi Dębe

Dębe – wieś w zachodniej Polsce położona w województwie wielkopolskim, w powiecie czarnkowsko-trzcianeckim, w gminie Lubasz.

## Położenie
Miejscowość Dębe leży 3 km na południe od Czarnkowa w paśmie wysokich wzgórz morenowych przy szosie drogi nr 182 Czarnków – Szamotuły.

## Historia
Miejscowość pierwotnie związana była z Wielkopolską. Ma metrykę średniowieczną i istnieje co najmniej od początku XV wieku. Wymieniona pierwszy raz w dokumencie zapisanym po łacinie z 1418 jako Døbno, Dąbe, 1419 Dambe, 1459 Dambye, 1506 Demby, 1577 Dębe.
Tereny miejscowości zasiedlone były jednak wcześniej niż zachowane archiwalne dokumenty. Około jednego kilometra na północ od wsi na Górze Świętojańskiej położone jest niedatowane grodzisko wczesnośredniowieczne.
Wieś była własnością szlachecką w dobrach czarnkowskich należącą do lokalnej szlachty wielkopolskiej z rodu Czarnkowskich herbu Nałęcz wywodzącego się z Czarnkowa. W 1506 leżała w powiecie poznańskim Korony Królestwa Polskiego. W 1510 miejscowość należała do parafii Lubasz.
Wieś Dębe występuje w źródłach historycznych od 1418 roku jako część rozległych dóbr czarnkowskich. Osada dostarczała zboże na targi do Czarnkowa, pozostawała również jedną z letnich rezydencji ówczesnych właścicieli Czarnkowa. W 1432 Jan oraz Kasper Czarnkowscy zawarli ugodę w sprawie rozgraniczenie wsi Dębe z Czarnkowem. W 1459 właścicielem był kasztelan gnieźnieński Jan Czarnkowski, który oprócz wsi Dębe posiadał także Górę oraz Białą koło Czarnkowa. W 1556 Wojciech Sędziwój Czarnkowski syn Sędziwoja otrzymał m.in. część wsi Dębe od swojego brata Stanisława Sędziwoja Czarnkowskiego.
W 1469 wieś nie zapłaciła wiardunków królewskich. W 1508 pobrano z miejscowości wiardunki wojenne z 5 półłanków. W 1509 miał miejsce pobór z 5 półłanków, a sołtys zapłacił od jednego łana. W 1510 pobór z 5 półłanków oraz karczmy. W tym roku wieś liczyła 11 półłanków (w tym 6 półłanków opustoszałych), jeden łan sołecki, 4 ogrody oraz folwark. W latach 1563–1577 płatnikami poboru podatkowego był kasztelan śremski Wojciech Czarnkowski oraz kasztelan santocki Wojciech Sędziwój Czarnkowski. Obaj zapłacili pobór od jednego łana. W 1580 podatki zapłaciła wdowa po Wojciechu - Barbara: od jednego półłanka, 9 zagrodników oraz roli karczmarskiej oraz wdowa po Wojciechu Sędziwoju - Jadwiga Czarnkowska od 2 półłanków i 6 zagrodników.
W 1580 miejscowość położona była w powiecie poznańskim województwa poznańskiego w Rzeczypospolitej Obojga Narodów. W wyniku II rozbioru Rzeczypospolitej w 1793, miejscowość przeszła w posiadanie Prus i jak cała Wielkopolska znalazła się w zaborze pruskim.
Na początku lat 20. XX wieku majątek został kupiony przez rolnika Jana Kłosa. Dębe jako jedna z nielicznych wsi sołeckich w Polsce posiada swój herb, sztandar oraz skrupulatnie prowadzoną kronikę.
W latach 1975–1998 miejscowość należała administracyjnie do województwa pilskiego.

## Atrakcje turystyczne
W Dębe zachowany został dwór wzniesiony w 2. połowie XIX w. Należący do dworu okazały drewniany spichlerz z drugiej połowy XVIII w. przeniesiony został do Wielkopolskiego Parku Etnograficznego nad jeziorem Lednickim. Inną atrakcją jest korpus wiatraka - koźlaka położony przy drodze z Dębe do Lubasza.
Zobacz też: Dębe, Dębe Małe, Dębe Wielkie, Dębe-Kolonia